# Ambivali Tarf Wankhal
Ambivali Tarf Wankhal is een census town in het district Raigad van de Indiase staat Maharashtra. 

## Demografie
Volgens de Indiase volkstelling van 2001 wonen er 6796 mensen in Ambivali Tarf Wankhal, waarvan 55% mannelijk en 45% vrouwelijk is. De plaats heeft een alfabetiseringsgraad van 73%. 